# This Is What the Truth Feels Like
This Is What the Truth Feels Like é o terceiro álbum de estúdio da artista musical norte-americana Gwen Stefani. O disco foi lançado oficialmente em 18 de março de 2016, através da Interscope Records. Inicialmente, o álbum foi programado para ser lançado em dezembro de 2014, com Benny Blanco sendo o produtor executivo e as canções "Baby Don't Lie" e "Spark the Fire" sendo lançadas como singles. No entanto, após o fraco desempenho de ambas as canções nas paradas e o bloqueio criativo sofrido por Stefani, optou-se por descartar todo o material anterior.
Inspirado pelo fim de seu casamento e a montanha-russa de emoções que experimentou durante o tempo, Stefani voltou a sentir-se inspirada e começou a escrever novas e significativas canções. Com a ajuda de produtores J.R. Rotem, Mattman & Robin e Greg Kurstin, bem como os compositores Justin Tranter e Julia Michaels, Stefani escreveu o álbum inteiro em poucos meses e descreveu-o como um "registro de rompimento", com as músicas que tem uma visão "sarcástica" e uma vibe de humor negro, bem como sendo verdadeira, alegre e feliz.
O primeiro single oficial do álbum, "Used to Love You", foi lançado em 20 de outubro de 2015, tendo uma resposta positiva da crítica e um impacto moderado nas paradas. Seu segundo single, "Make Me Like You", foi lançado em 12 de fevereiro de 2016, e seu vídeo musical foi o primeiro a ser criado ao vivo durante o intervalo comercial do Grammy Awards de 2016.

## Singles
O primeiro single do álbum, "Used to Love You" foi lançado três dias após a sua estreia ao vivo, em 20 de outubro de 2015. Ele recebeu uma resposta positiva da crítica, que elogiou a letra honesta da canção, bem como o desempenho emocional de Stefani. Seu videoclipe simples foi lançado no mesmo dia que a música, e consiste em um único take de Stefani em um top branco, sutiã azul e um colar de ouro em um fundo preto, emocionada e, ocasionalmente, murmurando algumas das palavras do canção. A canção executada moderadamente nas paradas, chegando ao número 52 na Billboard Hot 100 e o top 10 Adult Pop Songs, enquanto que em outros lugares atingiu as regiões mais baixas das paradas da Austrália, Canadá e Reino Unido.
"Make Me Like You" foi lançada como segundo single do álbum em 12 de fevereiro de 2016. O vídeo musical que acompanha a canção foi o primeiro criado ao vivo na televisão. Foi gravado durante o intervalo comercial do Grammy Awards de 2016. O projeto final foi publicado em seu perfil na Vevo. A canção recebeu aclamação dos críticos, que apreciaram a sua sonoridade pop alegre e letra cativante.

## Alinhamento de faixas
| Edição padrão |                                               |                                                                              |                 |         |  |
| N.º           | Título                                        | Compositor(es)                                                               | Produtor(es)    | Duração |  |
| 1.            | "Misery"                                      | Gwen Stefani Justin Tranter Julia Michaels Mattias Larsson Robin Fredriksson |                 | 3:26    |  |
| 2.            | "You're My Favorite"                          | Stefani Tranter Michaels Greg Kurstin                                        |                 |         |  |
| 3.            | "Where Would I Be?"                           | Stefani Tranter Michaels Kurstin                                             |                 |         |  |
| 4.            | "Make Me Like You"                            | Stefani Tranter Michaels Larsson Fredriksson                                 | Mattman & Robin | 3:36    |  |
| 5.            | "Truth"                                       | Stefani Tranter Michaels Larsson Fredriksson                                 |                 |         |  |
| 6.            | "Used to Love You"                            |                                                                              | Rotem           | 3:47    |  |
| 7.            | "Send Me a Picture"                           | Stefani Tranter Michaels Kurstin                                             |                 |         |  |
| 8.            | "Red Flag"                                    | Stefani Tranter Raja Kumari Rotem                                            | Rotem           |         |  |
| 9.            | "Asking 4 It" (com participação de Fetty Wap) | Stefani Tranter Michaels Tor Hermansen Mikkel S. Eriksen                     |                 |         |  |
| 10.           | "Naughty"                                     | Stefani Tranter Kumari Rotem                                                 | Rotem           |         |  |
| 11.           | "Me Without You"                              | Stefani Tranter Michaels Rotem                                               |                 |         |  |
| 12.           | "Rare"                                        | Stefani                                                                      |                 |         |  |

| Faixa bônus da edição padrão internacional |            |                |              |         |  |
| N.º                                        | Título     | Compositor(es) | Produtor(es) | Duração |  |
| 13.                                        | "Loveable" | Stefani        |              |         |  |

| Faixa bônus da edição deluxe internacional |                  |                |              |         |  |
| N.º                                        | Título           | Compositor(es) | Produtor(es) | Duração |  |
| 13.                                        | "Rocket Ship"    | Stefani        |              |         |  |
| 14.                                        | "Getting Warmer" | Stefani        |              |         |  |
| 15.                                        | "Obsessed"       | Stefani        |              |         |  |
| 16.                                        | "Splash"         | Stefani        |              |         |  |
| 17.                                        | "Loveable"       | Stefani        |              |         |  |

| Faixa bônus da edição padrão japonesa |                  |                |              |         |  |
| N.º                                   | Título           | Compositor(es) | Produtor(es) | Duração |  |
| 13.                                   | "Rocket Ship"    | Stefani        |              |         |  |
| 14.                                   | "Getting Warmer" | Stefani        |              |         |  |
| 15.                                   | "Obsessed"       | Stefani        |              |         |  |
| 16.                                   | "Splash"         | Stefani        |              |         |  |
| 17.                                   | "Loveable"       | Stefani        |              |         |  |
| 18.                                   | "War Paint"      | Stefani        |              |         |  |

| Faixa bônus da edição das lojas Target |                  |                |              |         |  |
| N.º                                    | Título           | Compositor(es) | Produtor(es) | Duração |  |
| 13.                                    | "Rocket Ship"    | Stefani        |              |         |  |
| 14.                                    | "Getting Warmer" | Stefani        |              |         |  |
| 15.                                    | "Obsessed"       | Stefani        |              |         |  |
| 16.                                    | "Splash"         | Stefani        |              |         |  |